# Horama diffissa
Horama diffissa är en fjärilsart som beskrevs av Augustus Radcliffe Grote 1886. Horama diffissa ingår i släktet Horama och familjen björnspinnare. Inga underarter finns listade i Catalogue of Life.